# Bad Piggies
Bad Piggies (с англ. — «Плохие свинки») — игра-головоломка, разработанная финской компанией Rovio Entertainment, спин-офф игры Angry Birds. 27 сентября 2012 года игра вышла для macOS, iOS, Android и Windows, позже вышла для Windows Phone.

## Игровой процесс
Уровни начинаются с постройки летательного аппарата или хитроумной машины из подручных материалов. Согласно утверждению авторов, возможно создать более нескольких тысяч разных конструкций. Многие из них выглядят совершенно абсурдно и заведомо не реалистичны. Задача — провести свинью к финишу (в эпизоде Flight in the night нужно довезти и яйцо, а в первой части Tusk’til Dawn тыкву со сладостями), выполнив при этом два дополнительных задания, которые могут быть следующими:
- пройти уровень, уложившись в определённое время;
- собрать на карте коробки с бонусными звёздами;
- пройти уровень без использования какой-либо детали;
- доставить свинью к финишу, не повредив транспортное средство;
- доставить к финишу Короля Свиней.

В настоящее время в игре Bad Piggies шесть сюжетных эпизодов и два дополнительных. За прохождение уровня игрок награждается звездой, ещё две звезды можно получить, выполнив оба задания уровня. Также во время прохождения можно собирать черепа и статуи, которые открывают бонусные уровни. Есть режим «Песочница», где даётся большое количество деталей и надо собирать коробки со звёздами, есть платный уровень «Field of Dreams» — там ещё больше деталей и надо собрать 40 звёзд, также сорок звёзд есть в песочнице «Little Pig Adventure». Детали нужны для создания техники. Другие объекты в игре могут помогать или мешать игроку, иногда они просто декорации или части фона. Песочницы нужны для постройки и испытания своих интересных конструкций. Летом 2016 года в игру были добавлены ящики, в которых содержатся сладости, гайки, детали, бонусные активаторы, облегчающие прохождение уровня, и ломо-переработчик, с помощью которого создаются скины и костюмы.

## Сюжет
Свиньи рисуют план на карте, как раздобыть яйца птиц из Angry Birds. Но один свин по имени Росс случайно включил вентилятор, план затянуло в него и разорванный план разлетелся по всему острову. Свиньям придётся собирать его по кусочкам. В конце первой части игры им удаётся собрать план. В начале второй части, позже ставшая третьей, свиньи находят яйца с помощью подзорной трубы и составляют новый план уже на ящике, а бумагу убирают в сторону. Но этим ящиком оказался динамит и тот взорвался. В результате свиньям приходится искать все куски, а после нахождения они наконец-то изучают план. Но они замечают, что яйца были нарисованы на внешней линзе телескопа, и что это — шутка Синих птиц — Джея, Джейка и Джима. В третьей части, которая позже стала четвёртой, свиньям всё же удалось завладеть яйцами птиц, и теперь всю миссию надо их доставить. В конце игры свиньи узнают, что «яйца» — это камни покрашенные в белый цвет, и что это опять шутка Синих птиц (естественно, неизвестно, когда и при каких обстоятельствах яйца подменили). В четвёртом эпизоде, который в результате стал вторым, история такова: свиньям нечего есть, но они увидели, что Свин-Повар приготовил шоколадный торт! Потом становится ясно, что это всё для короля. В этой части появились 3 новых устройства. В заключение свиньи добираются до короля и дарят ему торт. В хэллоуинском эпизоде Росс объедается конфетами и засыпает, игра происходит во сне, потом он пробуждается и видит, как свиньи-зомби вместе с Майором Лазером воруют его конфеты. Росс бросает в них тыкву-корзинку, но она отскакивает обратно, и свин снова погружается в сон. В конце свин просыпается, и оказывается, что это всё был сон. В шестом эпизоде в замке Короля Свиней намечается праздник, но Росс во время подготовления замечает отсутствие вазы. Достав карту и нарядившись в костюм Индианы Джонса, свин отправляется навстречу опасностям в Эль Свинадо. По пути он находит золотую статую свиньи и он в конце эпизода приносит её в замок.

## Удаление игры в России и Белоруссии
10 марта 2022 года Rovio объявила о удалении своих игр, включая Bad Piggies в России и Белоруссии из-за вторжения России на Украину.

## Специальные версии
- Bad Piggies HD — версия игры в высоком разрешении. Оптимизирована для больших экранов, улучшены свет и звук. Ранее была платной версией, в данный момент является бесплатной с рекламой.
- Bad Piggies Free — демонстрационная версия игры. Была доступна на iOS и на ПК. Имела 30 уровней, в основном из эпизода Ground Hog Day. Режим десерта и свин-механик отсутствуют.
- Bad Piggies HD Free — демонстрационная версия Bad Piggies HD и одновременно HD-версия Bad Piggies Free. Есть свин-механик и бонусный уровень-эпизод Field of Dreams. Имела 25 уровней обычной версии и несколько уровней из эпизодов Rise and Swine и Road Hogs. Была доступна только для iOS.

## Эпизоды
- Ground Hog Day — первый эпизод игры. Состоит из 45 уровней, 9 из которых открываются путём зарабатывания трёх звёзд на каждом уровне. Сюжет: Росс и Свин-механик заметили подзорную трубу. С помощью неё свиньи выяснили местоположение яиц, и Король свиней приказал составить карту, по которой необходимо добраться до яиц. Но тут Росс случайно включает вентилятор и разрезает карту на множество кусочков. Поэтому игроку на протяжении 36 уровней предстоит собрать все эти кусочки воедино. На бонусных 9 уровнях игроку необходимо найти кепку свиньи-механика в пещере. В конце концов свиньям удаётся восстановить карту и они предвкушают победу.
- Rise and Swine — второй эпизод игры. Состоит из 45 уровней, 9 из которых открываются путём зарабатывания звёзд. Этот эпизод появился четвёртым, но среди эпизодов его поставили вторым по счету, а нумерация уровней остальных эпизодов изменилась. Сюжет: голодные свиньи, разыскивая еду на свиномобиле, случайно сбивают Свина-повара. При этом торт, который он нёс, разлетелся на кусочки, которые игроку будет необходимо собрать. В конце эпизода свиньи преподносят готовый торт Королю.
- When Pigs Fly — третий эпизод игры (изначально был вторым). Состоит из 45 уровней, 9 из которых открываются путём зарабатывания звёзд. Сюжет: свиньи дошли до точки, указанной на карте из первого эпизода, но яиц не обнаружили. Свин-механик вновь замечает яйца и по приказу Короля свиней рисует карту на твёрдой коробке. Однако Росс случайно взрывает коробку с картой, не заметив надпись TNT. Поэтому на 36 уровнях игроку предстоит долетать до кусочков карты. В конечном итоге свиньи доходят до места, обозначенного на карте, но яиц там не обнаруживают. И вдруг Росс замечает, что яйца просто нарисованы на подзорной трубе — это оказался розыгрыш синих птиц.
- Flight in the Night — четвёртый эпизод игры (изначально был третьим). Также состоит из 45 уровней. Сюжет: только птицы уснули, свиньи тут как тут. Король свиней приказывает строить свиномобили и увозить яйца на них. Теперь игроку нужно довезти до финиша не только Росса, но и яйцо. На некоторых уровнях присутствуют спящие птицы. На первых уровнях эпизода они не навредят свиномобилю, однако, начиная с уровня 4-17 они могут проснуться, запустить себя из рогатки в свинью и разрушить её транспорт. В конце эпизода Король свиней пытается разбить яйца молотком, но он ломается, так как яйца оказываются окрашенными в белый цвет камнями, которые подсунули синие птицы.
- Tusk 'Til Dawn — пятый эпизод игры, посвящённый Хэллоуину. Состоит из 30 уровней. Действие эпизода происходит во сне свиньи с веснушками, поэтому поверхность уровней похожа на надкусанный шоколадный торт; на уровнях можно встретить сладости и конфеты. Так же, как и в Flight in the Night, на уровнях появляются спящие птицы, а вместо яйца свинье необходимо перевозить её корзинку с конфетами в форме тыквы (на первых 15 уровнях). Сюжет: Росс собирает конфеты с соседских домов. Он их съедает, но от переедания конфет ему становится плохо, и ему мерещатся свиньи-зомби вместе с Майором Лазером, которые поедают его конфеты. Со злости поросёнок кинул в них тыкву с конфетами, но та отрикошетила и влетела ему в лоб, и свин снова потерял сознание. В конце эпизода выясняется, что всё это был лишь его сон.
- The Road to El Porkado — шестой эпизод игры. Состоит из 45 уровней. Перевозить необходимо лишь Росса, на котором надета шляпа Индианы Джонса. Сюжет: Росс, обнаружив во дворце Короля свиней пропажу вазы, отправляется в Эль Свинадо, чтобы найти её. В конце герой вместо вазы притаскивает королю Золотую статую свиньи. На второй половине эпизода статуя является необязательным объектом для перевозки, но помогает свинье дойти до финиша.
- Road Hogs — бонусный эпизод. Состоит из 8 уровней, которые в несколько раз длиннее стандартных уровней. В этом эпизоде особый критерий для получения звёзд: чем быстрее игрок пройдёт эпизод, тем больше звёзд он получит. Здесь так же, как и в Sand-Box, можно открыть новые детали за звёзды.
- Cake Race — специальный эпизод-режим, вышедший 1 декабря 2016 года. В нём необходимо собрать как можно больше тортов, чем соперник, за ограниченное время. За победу в матче игрок получает один из ящиков.

## Оценки
| Сводный рейтинг    | Сводный рейтинг |
| Агрегатор          | Оценка          |
| ------------------ | --------------- |
| GameRankings       | 91,82 %         |
| Metacritic         | iOS: 83/100     |
| Иноязычные издания |                 |
| Издание            | Оценка          |
| TouchArcade        | iOS:            |

Игра получила положительные отзывы с оценкой Metacritic 83/100 на основании 24 отзывов.
Марк Браун из Pocket Gamer дал игре серебряную награду и назвал её «креативной, захватывающей и абсолютно наполненной контентом», сокрушаясь, что она кажется «слишком безопасной и предсказуемой». IGN оценил его как лучшую мобильную игру 2013 года.